# Rocco Barbaro
Rocco Barbaro (Rivoli, 1º novembre 1955) è un comico e cabarettista italiano.

## Biografia
Nato a Rivoli, in provincia di Torino, da genitori originari di Reggio Calabria, città dove trascorre l'infanzia e la giovinezza. Ha frequentato la scuola di dizione e recitazione presso il Teatro Calabria diretto da Rodolfo Chirico e Gianni Diotayuti e, in seguito, per tre anni, il Laboratorio dell'attore a Milano.
Inizia la sua carriera con alcune esperienze nel cinema, nel teatro e in televisione, per poi approdare a Zelig di Milano a fianco di David Riondino; vince i primi premi nei principali concorsi di cabaret d'Italia (primo posto alla prima rassegna nazionale per giovani comici La luna che ride nel 1993) oltre al Festival Nazionale dell'Umorismo Cabaret Amore Mio di Grottammare.
Rocco Barbaro ha lavorato per Rai, Mediaset, LA7, Telemontecarlo e Radio 105 e in diversi teatri tra cui il Parioli di Roma e il Ciak di Milano. 
Ha pubblicato un libro, Menefotto!, dove racconta il suo rapporto con la città di Milano. 
Nel 1999, a causa di una caduta da una scala che lo ha costretto ad un lungo periodo di riabilitazione, Barbaro è stato lontano dalle scene televisive e teatrali. Successivamente ha preso parte ad altri film, tra i quali Voglio una donnaaa! (1998) di Marco e Luca Mazzieri e 500! (2001) di Giovanni Robbiano, Lorenzo Vignolo e Matteo Zingirian.
Nel 2016 è tornato in televisione, facendo parte del cast della serie TV di Rai 2 L'ispettore Coliandro.

## Cinema
- Il 7 e l' 8, regia di Ficarra e Picone e Giambattista Avellino (2007)
- Scappo a casa, regia di Enrico Lando (2019)

## Televisione
- Pippo Chennedy Show (1997)
- Convenscion (1999-2002)
- Colorado Cafè (2007)
- Romanzo criminale; serie TV, regia di Stefano Sollima (2008)
- Cuork - Viaggio al centro della coppia (2009-2010)
- Zelig (2012)
- Uno anzi due, regia di Francesco Pavolini (2015)
- L'ispettore Coliandro; serie TV, regia dei Manetti Bros. (2016)
- Il cacciatore, regia di Davide Marengo e Fabio Paladini - serie TV, 4 episodi (2021)